# James Israel

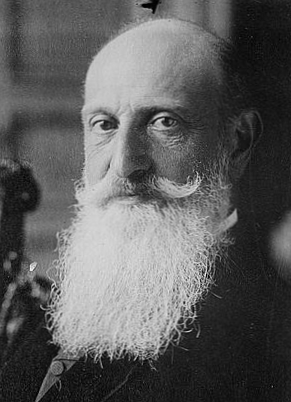
James Israel

James Adolf Israel (* 2. Februar 1848 in Berlin; † 20. Februar 1926 ebenda) war ein deutscher Urologe und Chirurg.
James Adolf Israel kann als Wegbereiter der modernen urologischen Chirurgie und erfindungsreicher plastischer Chirurg sowie als Pionier der klinischen Asepsis gelten. Darüber hinaus beschrieb er erstmals eine durch Aktinomyceten, grampositive Bakterien (insbesondere Actinomyces israelii) verursachte Infektion (Aktinomykose) und war Mitentdecker eines bradykarden Reaktionsphänomens (Nicoladoni-Israel-Branham-Zeichen).

## Familie
Er war das zweitälteste von drei Geschwistern und stammte aus einer jüdischen Familie, die von der Iberischen Halbinsel über Holland nach Mecklenburg eingewandert war. Die Vorfahren waren seit 1700 in Schwerin zumeist als Kaufleute oder Finanzberater ansässig. Der Vater, Adolph Israel (1816–1892), war Großkaufmann in der Seidenbranche in Berlin. Die Mutter, Johanna (1823–1892), stammte als Tochter des Berliner Unternehmers Joel Wolff Meyer ebenfalls aus wohlhabenden Verhältnissen. Die Kindheit verbrachte Israel abwechselnd in Berlin und auf einem Mecklenburgischen Gutshof.
1880 heiratete er Meta Goldstein. Aus der Ehe gingen vier Kinder hervor: Wilhelm und Arthur Israel wurden beide bedeutende Chirurgen, Charlotte und ihr Mann Siegfried Levi kamen in den Konzentrationslagern des Deutschen Reichs um. Elses zweiter Mann Arthur Bloch wurde im besetzten Belgien 1943 von der SS hingerichtet.

## Ausbildung und Beruf
Ab 1857 besuchte er das Friedrich-Wilhelms-Gymnasium in Berlin, welches er bereits mit 17 Jahren abschloss. Er studierte anschließend an der Friedrich-Wilhelms-Universität Berlin Medizin und wurde am 3. Juni 1870 promoviert. Die Dissertation war unter dem Einfluss von Ludwig Traube entstanden.
Beim Ausbruch des Deutsch-Französischen Krieges 1870 wurde er als Militärarzt eingesetzt. Er zeigte sich hier seiner ärztlichen Aufgabe hervorragend gewachsen und wurde außerdem für seine Tapferkeit ausgezeichnet. 1871 begab sich Israel zu einem einjährigen Studienaufenthalt nach Wien. In Berlin trat er als Assistenzarzt der Chirurgie in das Krankenhaus der Berliner Jüdischen Gemeinde ein. Hier leitete Bernhard von Langenbeck die chirurgische Station.
Israel erkannte als einer der ersten in Deutschland die Bedeutung der von Joseph Lister, 1. Baron Lister, initiierten Prinzipien der Antisepsis und reiste 1874 nach England, um die neue Lehre für sein Berliner Krankenhaus nutzbar machen zu können. Als sich von Langenbeck 1875 entschloss, die Leitung des Jüdischen Krankenhauses aufzugeben, war Israel faktisch Chefarzt der chirurgischen Abteilung, zur gleichen Zeit eröffnete er eine Privatpraxis. 1880 trat er endgültig die Nachfolge von Langenbecks an.
Israel litt vermutlich an einem chronischen Magengeschwür, das ihn auf den Rat von Adolf Kussmaul hin zu einem längeren Urlaub in Montreux zwang. Kussmaul behandelte Israel mit einer Diät, die zu einem günstigen Ergebnis führte. Nach Berlin zurückgekehrt, gründete Israel 1886 eine eigene Privatklinik, die von Anfang an antiseptisch ausgerüstet war. Die Einführung der Asepsis machte die 1892 eröffnete Klinik zu einem der modernsten Krankenhäuser der Zeit. Als man ihm zu Beginn der 1890er Jahre unter der Bedingung, sich taufen zu lassen, einen Lehrstuhl an der Berliner Universität anbot, lehnte er diesen ab. 1894 erhielt er, als erster Arzt ohne Habilitation, dennoch den Professorentitel auf Initiative von Ernst von Bergmann. Man hatte aber das Jüdische Krankenhaus inzwischen zu einer urologischen Abteilung der Chirurgie umgewandelt.
1915 wurde er in das Osmanische Reich zur Behandlung des Sultans gerufen. 1917 zog sich Israel aus dem Jüdischen Krankenhaus zurück, praktizierte aber weiter in seiner Privatklinik.

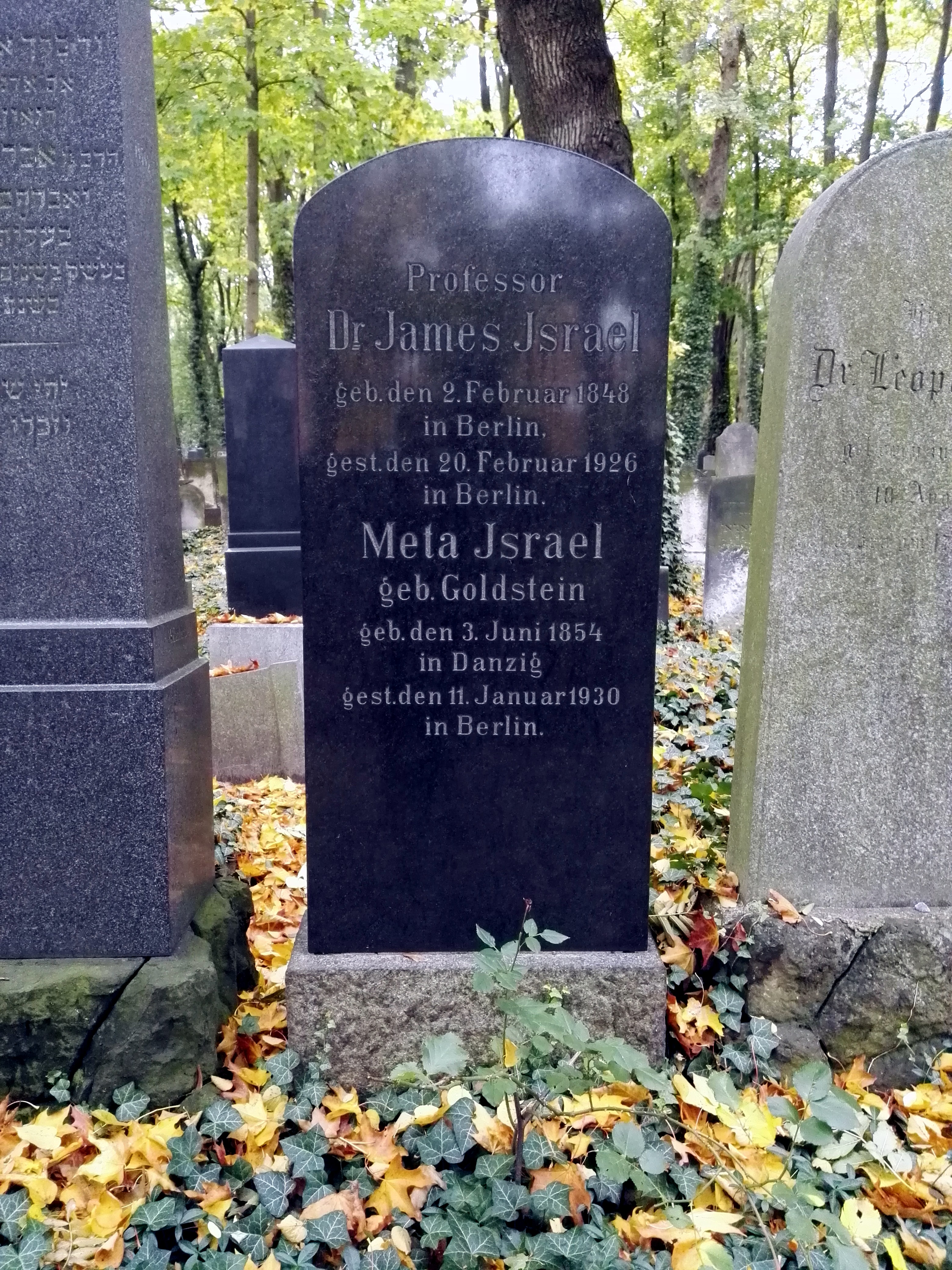
Grabstätte

James Israel starb mit 78 Jahren und fand seine letzte Ruhestätte auf dem Jüdischen Friedhof Schönhauser Allee in Berlin-Prenzlauer Berg.

## Leistung
Bemerkenswerte Forschungsarbeiten waren das bradykarde Phänomen bei Kompression oberhalb eines arteriovenösen Aneurysmas (1877) und seine Arbeiten über die Entdeckung des Strahlenpilzes als Erreger der Aktinomykose beim Menschen (1878, 1879, 1882).
Israel publizierte mehr als 170 Arbeiten zu vielen medizinischen Themen, mit Schwerpunkt auf urologisch-chirurgischem Gebiet seit 1884. Israel kann durchaus als ein Pionier der urologischen Chirurgie bezeichnet werden. Er hatte den Überblick über alle Gebiete der Medizin, war von exaktem naturwissenschaftlichem Denken geprägt und entwickelte eine sensitive Palpationstechnik.
Israel entwarf außerdem einen Lazarettzug (ein rollendes Krankenhaus auf Eisenbahnschienen).
Israels Namen ist vor allem mit drei Operationsverfahren verbunden: der zweizeitigen Deckung eines durchgehenden Wangendefektes, der dreizeitigen Nasenplastik und der plastischen trichterförmigen Verkleinerung des (uneröffneten) Nierenbeckens bei Hydronephrose. Darüber hinaus tragen die Technik der bimanuellen Nierenpalpation (in Seitenlage des Patienten), der Flankenschnitt und der stumpfe Rechenhaken (4–6 terminal leicht aufgebogene Zinken, 4–7 cm Breite, Stiel mit Fingerloch) seinen Namen.
Israel war Mitbegründer der Zeitschrift Folia Urologica (ab 1907, später Zeitschrift für urologische Chirurgie). Die internationale Anerkennung Israels drückte sich in der Präsidentschaft des Internationalen Urologenkongresses in Paris 1908 (Vizepräsidentschaft 1914) aus.

## Werke
- Fünf Fälle von diffuser Nephritis. Lange, Berlin 1870 (Dissertation).
- Angiectasie im Stromgebiete der A. tibialis antica. Beobachtung einiger bemerkenswerther Phaenomene nach Unterbindung der A. femoralis. In: Archiv für klinische Chirurgie, 1877, Band 21, S. 109–131.
- Klinische Beiträge zur Kenntnis der Aktinomykose des Menschen. Hirschwald, Berlin 1885.
- Chirurgische Klinik der Nierenkrankheiten. Hirschwald, Berlin 1901.
- mit Wilhelm Israel: Die Chirurgie der Niere und des Harnleiters. Thieme, Leipzig 1925.